# Herminiinae
Herminiinae zijn een onderfamilie van vlinders uit de familie van de spinneruilen (Erebidae). 

## Geslachten
(Indicatie van aantallen soorten per geslacht tussen haakjes)
- Adrapsa  (26)
- Adrapsoides  (2)
- Aginna  (1)
- Aglaonice
- Aristaria
- Austrapoda  (1)
- Badiza  (8)
- Batyma  (1)
- Bleptina
- Bocana  (11)
- Capnistis  (1)
- Carteris  (5)
- Ceilodiastrophon  (2)
- Cidariplura Butler, 1879 (10)
- Cloniatarphes  (1)
- Compsenia  (11)
- Corynitis  (1)
- Coscaga  (2)
- Crambophilia  (2)
- Culicula  (2)
- Charmodia  (1)
- Cheillophota  (4)
- Chytolita  (3)
- Dectocraspedon  (4)
- Diplodira  (1)
- Dogninades  (1)
- Drepanopalpia
- Drucuma  (1)
- Dusponera  (4)
- Dyspyralis  (5)
- Echana  (2)
- Echanella  (5)
- Edessena  (2)
- Elyra  (19)
- Enedena  (1)
- Epizeuxis  (40)
- Erastrifacies  (1)
- Eugoniella  (1)
- Foveades  (2)
- Girtesma  (1)
- Goednes  (1)
- Gorosina  (1)
- Gustiana  (2)
- Gynaephila  (5)
- Hadennia  (14)
- Herminia Latreille, 1802 (113)
- Heterogramma  (8)
- Hipoepa  (6)
- Hormisa  (6)
- Hydrillodes  (59)
- Hypenula  (5)
- Hypoechana  (1)
- Hyponeuma  (5)
- Hywoolla Owada, 2010[1] (4)
- Idia
- Insolentipalpus  (5)
- Ipanephis  (1)
- Kyneria  (2)
- Lascoria  (20)
- Leucatomis  (6)
- Lobotorna  (1)
- Lomanaltes  (1)
- Lophocoleus  (6)
- Lophodelta  (5)
- Lophoditta  (2)
- Lophuda  (1)
- Luberta  (1)
- Lysimelia  (11)
- Macristis
- Macrochilo Hübner, 1825 (3)
- Machaeropalpus  (1)
- Mamerthes  (10)
- Margitesia  (1)
- Margiza  (2)
- Maronia  (2)
- Marzigetta  (2)
- Mastigia  (1)
- Mastigophorus  (8)
- Mastixis  (26)
- Megaloctena  (6)
- Mixomelia  (16)

- Monochroides  (1)
- Mormecia  (1)
- Mormoscopa  (1)
- Mosopia  (3)
- Mursa  (4)
- Neoherminia  (7)
- Neopalthis  (1)
- Nicetas  (7)
- Nodaria
- Nyctipolia  (1)
- Odontocraspeda  (1)
- Oidemastis  (4)
- Onevatha  (1)
- Orectis
- Otaces  (1)
- Oxaenanus  (5)
- Palaeocoleus  (1)
- Palthis  (26)
- Palthisomis  (2)
- Panarenia  (1)
- Paracolax Hübner, 1825 (1)
- Paracroma  (2)
- Perata  (1)
- Periphrage  (1)
- Phalaenostola  (2)
- Phalaenophana
- Phalaenostola
- Phlyctaina  (2)
- Physulodes  (1)
- Pinacia  (7)
- Piratisca  (2)
- Poenomia  (6)
- Poenopsis  (1)
- Pogopus  (1)
- Polypogon Schrank, 1802 (9)
- Progonia  (11)
- Pseudalelimma  (1)
- Pseudarista  (3)
- Pteroprista  (1)
- Pyrgion  (2)
- Ragana  (1)
- Raphiscopa  (2)
- Reabotis  (1)
- Rectangulipalpus  (1)
- Redectis  (6)
- Rejectaria  (40)
- Renia  (38)
- Salia  (24)
- Santiaxis  (1)
- Scopifera  (15)
- Scutirodes  (1)
- Schiraces  (2)
- Simplicia
- Simplicia  (44)
- Sinarella  (1)
- Sitophora  (1)
- Sorygaza  (7)
- Squamipalpis  (5)
- Stadna  (1)
- Strathocles  (8)
- Subsimplicia  (2)
- Synomera  (12)
- Taphonia  (4)
- Tarista  (13)
- Tetanolita  (10)
- Theotinus  (2)
- Tholocoleus  (1)
- Thursania  (17)
- Tibracana  (2)
- Tineocephala  (1)
- Trachodopalpus  (1)
- Trachysmatis  (2)
- Trotosema  (1)
- Upothenia  (1)
- Uzomathis  (1)
- Xylormisa  (1)
- Zanclognatha Lederer, 1857 (3)
- Zenomia  (1)
- Zorothis  (2)
- Zorzines  (2)